# ОШ „Вук Караџић” Ситнеши
ОШ „Вук Караџић” је једна од основних школа на подручју општине Србац. Налази се у Ситнешима. Име је добила по Вуку Стефановићу Караџићу српском лингвисти, филологу, антропологу, књижевнику, преводиоцу и академику. Стефановић Караџић је најзначајнији српски лингвиста XIX века, реформатор српског језика, сакупљач народних умотворина и писац првог речника српског језика. Најзначајнија је личност српске књижевности прве половине XIX века.

## Историјат
Основна школа у Ситнешима је почела са радом давне 1946. године као четвероразредна основна школа. Настава је извођена у кући колонизираног Нијемца Јохана Манца чија је породица послије Другог свјетског рата напустила своје имање и одселила у Њемачку. Први учитељ у селу Ситнеши био је Бранко Миљешић, скојевац и учесник [|НОР-а. У одјељењима су се налазили ђаци од седам до седамнаест година. Дјеца су често бјежала из школе, а родитељи су их у томе подржавали ради кућних и других послова. Неки родитељи нису пристајали да своју дјецу шаљу у школу. Тешко је било приволити родитеље да у школу шаљу и женску дјецу. Власт је ипак успијевала да регулише тадашњу ситуацију и дјеца су похађала наставу. У почетку школа је била самостална, а касније је радила у саставу Народне основне школе Србац. Скоро педесет генерација је завршило прва четири разреда основне школе у Ситнешима. Даље школовање се настављало у Србцу. Временом је школска зграда постала стара и дотрајала па је изграђена нова, на садашњем локалитету, код Задруге. Нова школа је пуштена у рад 29. новембра 1968. године. Четверогодишња школа у Ситнешима стално је била под управом Основне школе у Српцу. Само једно вријеме, непосредно пред Одбрамбено-ослободилачки рат, била је у саставу ОШ „Вук Караџић“ Ножичко. Током јуна 1992. хрватска војска је са подручија Хрватске гранатирала Србац, због тога су родитељи инсистирали да се у основној у школи у Ситнешима формирају и виша одјељења да се дјеца не би излагала гранатирању. У школи није било довољно простора (само двије учионице) а ни наставног особља. Добровољним радом мјештани су преуредили још двије учионице за четири виша разреда која су обављала наставу у првој смјени. Нижи разреди су рад обављали у другој смјени. У октобру, исте године, почела је са радом осмогодишња основна школа која је и даље припадала ножичкој основној школи. Њен први директор је био учитељ Неђо Топић. Основна школа „Вук Караџић“ Ситнеши као правно лице, институција и самостална јавна установа са двије осмогодишње школе (подручна школа Ћукали) и пет четвероразредних одјељења, формирана је тек 1994. године. За директора је именован професор српског језика и књижевности Милош Љубојевић. Због повећаног броја ђака и одјељења 2001. године је дограђен и у рад пуштен нови дио школе, а већ 2008. године и нова фискултурна сала.